# Letícia Frota
Letícia Cézar Frota (Manaus, 30 de junho de 2003) é uma modelo e miss que venceu o concurso de beleza Miss Brasil CNB 2022 em Brasília, no Distrito Federal. Foi a primeira mulher amazonense a ser eleita no concurso nacional versão Miss Mundo, e a sexta coroa para o Estado no grand slam.

## Concursos de beleza

### Miss Amazonas CNB
Tecnicamente Letícia foi aclamada como representante da capital no dia 20 de agosto de 2020, mas devido a pandemia de COVID-19 no Amazonas e no mundo, não houve eleição estadual naquele ano ou em 2021. O título dado à Letícia ficou válido até a disputa ocorrer novamente, em 2022. Leticia foi a escolhida entre cinco candidatas. Na época tinha 18 anos.

### Miss Brasil CNB
Letícia representou o Estado do Amazonas na 32ª edição do concurso de beleza nacional que envia a melhor brasileira em busca do título de Miss Mundo, o Miss Brasil CNB 2022. Frota sagrou-se campeã contra outras 35 candidatas, com apenas duas da região Norte do Brasil (Amazonas e Pará).
Com a vitória, Letícia passou a ser embaixadora da luta contra a hanseníase no país, a principal causa social abraçada pelo concurso, em parceria com o MORHAN (Movimento de Reintegração das Pessoas Atingidas pela Hanseníase). A hanseníase é um grave problema de saúde pública, e a plataforma do CNB dá espaço ao seu combate há 10 anos.